# Breuberg
Breuberg je město v německé spolkové zemi Hesensko, v zemském okrese Odenwald ve vládním obvodu Darmstadt.
V 2015 zde žilo 7 481 obyvatel.

## Poloha
Město leží u hranic Hesenska s Bavorskem. Sousední obce jsou: Groß-Umstadt, Höchst im Odenwald, Lützelbach, Mömlingen (Bavorsko) a Obernburg am Main (Bavorsko).